# Maria Cattarina Calegari
Cornelia Calegari [Maria Cattarina (également connue sous le nom Maria Caterina)], née en 1644 et morte après 1675, est une compositrice, chanteuse, organiste et religieuse italienne. Elle a été vénérée pour ses talents de chanteuse dans sa ville natale et est devenue une compositrice publiée en 1659, à l'âge de 15 ans, avec la sortie de son livre de motets, Motetti à voce sola.

## Biographie
Cornelia est née à Bergame. Le 19 avril 1661, elle prononce ses vœux perpétuels de nonne chez les Bénédictines du Couvent de Santa Margherita, à Milan, et prend le nom religieux de Maria Cattarina. Sa carrière a commencé durant un âge d'or pour les musiciennes et compositrices dans les couvents italiens et elle devint l'une des plus connues d'entre elles, attirant les foules. Sa musique lui valut le titre de La Divina Euterpe en référence à Euterpe, la muse. Calegari a composé de la musique complexe, plusieurs messes à six voix avec accompagnement instrumental, des madrigaux, des canzonettas, des vêpres et autres musiques sacrées. En outre elle était connue pour mettre beaucoup d'émotion dans ses œuvres à une époque où la musique en était dépourvue.
En 1663, Mgr Alfonso Litta et l'Église Catholique firent taire cette période musicale, avec ordre de ne pas produire ou jouer de la musique pendant au moins trois ans après que des scandales et des préoccupations autour de la musique et de la morale furent mis à jour dans la région. Il semble que ces ordres, conjointement avec un désaccord du couvent concernant  la dot spirituelle de Calegari, sont les principaux facteurs impliqués dans la disparition de toutes les manifestations physiques de sa musique laissant seulement des traces écrites de son existence.

## Quelques œuvres connues

### Vocal
- Madrigali a due voci
- Madrigali e canzonette a voce sola

### Sacré
- La Messe a sei voci con instrumenti
- Motetti à voce sola
- Vêpres